# Казимјежа Вјелка
Казимјежа Вјелка (пољ. Kazimierza Wielka) је град у Пољској у Војводству Светокришком у Повјату kazimierski. Према попису становништва из 2011. у граду је живело 5.938 становника.

## Становништво
Према прелиминарним подацима са пописа, у граду је 2011. живело 5.938 становника.
| 2002. | 2011. | 2012. |
| ----- | ----- | ----- |
| 6.057 | 5.938 | 5.832 |

## Партнерски градови
- Buchach